# Cristina Jiménez
Cristina Jiménez Moreta (Ecuador, 1984) es una activista por los derechos de los migrantes en Estados Unidos, de origen ecuatoriano. En 2018 fue reconocida como una de las 100 personas más influyentes según la Revista Time.

## Biografía
Nació en Quito, sus padres eran un albañil y una estilista de belleza; a sus 13 años se dirigió con su familia a los Estados Unidos. A los 16 años se enteró de que estaba imposibilitada de estudiar la Universidad en Estados Unidos porque no tenía los documentos necesarios. En 2008 creó la red de jóvenes y familias de inmigrantes más grande del país, con presencia en 18 estados, que desembocó en la fundación de la organización United We Dream, desde donde promovió leyes como la Acción Diferida para los Llegados en la Infancia, o DACA por sus siglas en inglés.
Obtuvo su título en Ciencias Políticas y Negocios de Queens College. Luego realizó su masterado en Análisis Político y Administración Pública en Baruch College. En 2017 recibió una beca de la Fundación MacArthur. Esto último la hizo obtener un lugar entre los "24 genios" de la Fundación MacArthur en el 2017.
En 2018 fue reconocida por la Revista Time como una de las 100 personas más influyentes del año.